# Collegio elettorale di Bassano del Grappa (Senato della Repubblica)
Il collegio di Bassano del Grappa fu un collegio elettorale uninominale della Repubblica Italiana appartenente alla Circoscrizione Veneto; fu utilizzato per eleggere un senatore della Repubblica dalla I alla XIV legislatura, sebbene con forme diverse e sistemi elettorali diversi.

## Storia
Il collegio venne creato nel 1948 secondo la legge n. 29 del 6 febbraio 1948 la quale, pur basandosi sull'impianto proporzionale in vigore per la Camera, rispetto a quest'ultima conteneva alcuni piccoli correttivi in senso maggioritario. Tale legge ebbe il suo definitivo perfezionamento col Testo Unico n°361 del 1957. Differentemente dalla Camera, la legge elettorale del Senato si articolava su base regionale, seguendo il dettato costituzionale (art.57). Ogni Regione era suddivisa in tanti collegi uninominali quanti erano i seggi ad essa assegnati. All'interno di ciascun collegio, veniva eletto il candidato che avesse raggiunto il quorum del 65% delle preferenze: tale soglia, oggettivamente di difficilissimo conseguimento, tradiva l'impianto proporzionale su cui era concepito anche il sistema elettorale della Camera Alta. Qualora, come normalmente avveniva, nessun candidato avesse conseguito l'elezione, i voti di tutti i candidati venivano raggruppati in liste di partito a livello regionale, dove i seggi venivano allocati utilizzando il metodo D'Hondt delle maggiori medie statistiche e quindi, all'interno di ciascuna lista, venivano dichiarati eletti i candidati con le migliori percentuali di preferenza.
Nel 1993, con la cosiddetta Legge Mattarella (Legge n. 276, Norme per l'elezione del Senato della Repubblica), attuata in seguito al referendum abrogativo del 1993, venne istituito per la Camera dei deputati e per il Senato della Repubblica un sistema di elezione misto, in parte maggioritario e in parte proporzionale. Il 75% dei parlamentari dell'assemblea veniva eletto in collegi uninominali tramite sistema maggioritario a turno unico; il restante 25% al Senato veniva eletto tramite recupero proporzionale dei più votati non eletti attraverso un meccanismo di calcolo denominato "scorporo", cioè sottraendo dal conteggio dei voti totali di una lista nella parte proporzionale i voti ottenuti dai candidati collegati alla medesima lista che erano eletti nei collegi uninominali con il sistema maggioritario.
Il collegio venne abolito insieme a tutti gli altri che costituivano il Senato con la promulgazione della legge elettorale successiva, la cosiddetta Legge Calderoli. Questa prevedeva un sistema proporzionale con premio di maggioranza, che al Senato veniva attribuito a livello regionale.

## 1948-1993

### Territorio
Il collegio di Bassano del Grappa era uno dei 19 collegi uninominali in cui era suddiviso il Veneto; comprendeva i seguenti comuni: Arsiè, Asiago, Bassano del Grappa, Bolzano Vicentino, Bressanvido, Caltrano, Calvene, Campolongo sul Brenta, Cassola, Cismon del Grappa, Cogollo del Cengio, Conco, Dueville, Enego, Foza, Gallio, Lamon, Lugo di Vicenza, Lusiana Conco, Marostica, Mason Vicentino, Molvena, Montecchio Precalcino, Monticello Conte Otto, Mussolente, Nove, Pianezze, Pove del Grappa, Pozzoleone, Quinto Vicentino, Roana, Romano d'Ezzelino, Rosà, Rossano Veneto, Rotzo, Sarcedo, San Nazario, Sandrigo, Schiavon, Seren del Grappa, Solagna, Tezze sul Brenta, Valdastico e Valstagna.

### Dati elettorali

#### I legislatura
|                               | Giustino Valmarana ✔️ Eletto | Democrazia Cristiana        | 74 171  | 82,19 |  |  |  |  |  |
|                               | Augusto Ortolani             | Fronte Democratico Popolare | 10 262  | 11,37 |  |  |  |  |  |
|                               | Urbano Moritsch              | Blocco Nazionale            | 5 815   | 6,44  |  |  |  |  |  |
| Totale                        | Totale                       | Totale                      | 90 248  | 100   |  |  |  |  |  |
|                               |                              |                             |         |       |  |  |  |  |  |
| Voti non validi               | Voti non validi              | Voti non validi             | 5 868   | 6,11  |  |  |  |  |  |
| Votanti                       | Votanti                      | Votanti                     | 96 116  | 90,74 |  |  |  |  |  |
| Elettori                      | Elettori                     | Elettori                    | 105 926 |       |  |  |  |  |  |
|                               |                              |                             |         |       |  |  |  |  |  |
| Data: 18 aprile 1948          |                              |                             |         |       |  |  |  |  |  |
| Fonte: Ministero dell'interno |                              |                             |         |       |  |  |  |  |  |

#### II legislatura
|                               | Giustino Valmarana ✔️ Eletto | Democrazia Cristiana                    | 65 413  | 70,63 |  |  |  |  |  |
|                               | Francesco Bonfanti           | Partito Socialista Italiano             | 7 453   | 8,05  |  |  |  |  |  |
|                               | Andrea Passuello             | Partito Comunista Italiano              | 5 851   | 6,32  |  |  |  |  |  |
|                               | Lamberto Marzuoli            | Partito Socialista Democratico Italiano | 5 213   | 5,63  |  |  |  |  |  |
|                               | Urbano Moritsch              | Partito Liberale Italiano               | 3 063   | 3,31  |  |  |  |  |  |
|                               | Natale Ferrari               | Partito Nazionale Monarchico            | 2 383   | 2,57  |  |  |  |  |  |
|                               | Giovanni Battista Scaroni    | Movimento Sociale Italiano              | 2 096   | 2,26  |  |  |  |  |  |
|                               | Amedeo Umbriano              | Unità Popolare                          | 880     | 0,95  |  |  |  |  |  |
|                               | Giacomo Vicolo               | Alleanza Democratica Nazionale          | 261     | 0,28  |  |  |  |  |  |
| Totale                        | Totale                       | Totale                                  | 92 613  | 100   |  |  |  |  |  |
|                               |                              |                                         |         |       |  |  |  |  |  |
| Voti non validi               | Voti non validi              | Voti non validi                         | 4 891   | 5,02  |  |  |  |  |  |
| Votanti                       | Votanti                      | Votanti                                 | 97 504  | 92,37 |  |  |  |  |  |
| Elettori                      | Elettori                     | Elettori                                | 105 555 |       |  |  |  |  |  |
|                               |                              |                                         |         |       |  |  |  |  |  |
| Data: 7 giugno 1953           |                              |                                         |         |       |  |  |  |  |  |
| Fonte: Ministero dell'interno |                              |                                         |         |       |  |  |  |  |  |

#### III legislatura
|                               | Giustino Valmarana ✔️ Eletto | Democrazia Cristiana                    | 68 556  | 72,14 |  |  |  |  |  |
|                               | Francesco Bonfanti           | Partito Socialista Italiano             | 7 206   | 7,58  |  |  |  |  |  |
|                               | Primo Silvestri              | Partito Socialista Democratico Italiano | 6 746   | 7,10  |  |  |  |  |  |
|                               | Diaz Bianchi                 | Partito Comunista Italiano              | 5 374   | 5,65  |  |  |  |  |  |
|                               | Giuseppe Scaggiari           | Partito Liberale Italiano               | 4 164   | 4,38  |  |  |  |  |  |
|                               | Attilio Munari               | PNM - MSI                               | 1 951   | 2,05  |  |  |  |  |  |
|                               | Umberto Fortunato            | Partito Monarchico Popolare             | 740     | 0,78  |  |  |  |  |  |
|                               | Neri Pozza                   | PRI - PR                                | 298     | 0,31  |  |  |  |  |  |
| Totale                        | Totale                       | Totale                                  | 95 035  | 100   |  |  |  |  |  |
|                               |                              |                                         |         |       |  |  |  |  |  |
| Voti non validi               | Voti non validi              | Voti non validi                         | 4 070   | 4,11  |  |  |  |  |  |
| Votanti                       | Votanti                      | Votanti                                 | 99 105  | 91,53 |  |  |  |  |  |
| Elettori                      | Elettori                     | Elettori                                | 108 272 |       |  |  |  |  |  |
|                               |                              |                                         |         |       |  |  |  |  |  |
| Data: 25 maggio 1958          |                              |                                         |         |       |  |  |  |  |  |
| Fonte: Ministero dell'interno |                              |                                         |         |       |  |  |  |  |  |

#### IV legislatura
|                               | Giustino Valmarana ✔️ Eletto | Democrazia Cristiana                    | 68 284  | 70,01 |  |  |  |  |  |
|                               | M. Ferrari                   | Partito Socialista Italiano             | 7 996   | 8,20  |  |  |  |  |  |
|                               | L. Marzuoli                  | Partito Socialista Democratico Italiano | 7 820   | 8,02  |  |  |  |  |  |
|                               | Diaz Bianchi                 | Partito Comunista Italiano              | 5 929   | 6,08  |  |  |  |  |  |
|                               | A. Favini                    | Partito Liberale Italiano               | 5 028   | 5,16  |  |  |  |  |  |
|                               | E. Fanton                    | Movimento Sociale Italiano              | 2 084   | 2,14  |  |  |  |  |  |
|                               | L. Magagnato                 | Partito Repubblicano Italiano           | 389     | 0,40  |  |  |  |  |  |
| Totale                        | Totale                       | Totale                                  | 97 530  | 100   |  |  |  |  |  |
|                               |                              |                                         |         |       |  |  |  |  |  |
| Voti non validi               | Voti non validi              | Voti non validi                         | 8 325   | 7,86  |  |  |  |  |  |
| Votanti                       | Votanti                      | Votanti                                 | 105 855 | 94,84 |  |  |  |  |  |
| Elettori                      | Elettori                     | Elettori                                | 111 617 |       |  |  |  |  |  |
|                               |                              |                                         |         |       |  |  |  |  |  |
| Data: 28 aprile 1963          |                              |                                         |         |       |  |  |  |  |  |
| Fonte: Ministero dell'interno |                              |                                         |         |       |  |  |  |  |  |

#### V legislatura
|                               | Onorio Cengarle ✔️ Eletto | Democrazia Cristiana          | 72 207  | 69,73 |  |  |  |  |  |
|                               | R. Vanozzi                | PSI-PSDI Unificati            | 14 335  | 13,84 |  |  |  |  |  |
|                               | G. Antoni                 | PCI - PSIUP                   | 9 295   | 8,98  |  |  |  |  |  |
|                               | A. Favini                 | Partito Liberale Italiano     | 5 053   | 4,88  |  |  |  |  |  |
|                               | P. Pagnoni                | Movimento Sociale Italiano    | 2 098   | 2,03  |  |  |  |  |  |
|                               | L. Magagnato              | Partito Repubblicano Italiano | 559     | 0,54  |  |  |  |  |  |
| Totale                        | Totale                    | Totale                        | 103 547 | 100   |  |  |  |  |  |
|                               |                           |                               |         |       |  |  |  |  |  |
| Voti non validi               | Voti non validi           | Voti non validi               | 4 680   | 4,32  |  |  |  |  |  |
| Votanti                       | Votanti                   | Votanti                       | 108 227 | 92,62 |  |  |  |  |  |
| Elettori                      | Elettori                  | Elettori                      | 116 849 |       |  |  |  |  |  |
|                               |                           |                               |         |       |  |  |  |  |  |
| Data: 19 maggio 1968          |                           |                               |         |       |  |  |  |  |  |
| Fonte: Ministero dell'interno |                           |                               |         |       |  |  |  |  |  |

#### VI legislatura
|                               | Onorio Cengarle ✔️ Eletto | Democrazia Cristiana                    | 77 700  | 70,43 |  |  |  |  |  |
|                               | A. Ceccon                 | PCI - PSIUP                             | 8 822   | 8,00  |  |  |  |  |  |
|                               | C. Santucci               | Partito Socialista Italiano             | 8 301   | 7,52  |  |  |  |  |  |
|                               | G. Pavanello              | Partito Socialista Democratico Italiano | 6 889   | 6,24  |  |  |  |  |  |
|                               | T. Gasparotto             | Partito Liberale Italiano               | 3 508   | 3,18  |  |  |  |  |  |
|                               | M. Dall'Oglio             | Movimento Sociale Italiano              | 3 322   | 3,01  |  |  |  |  |  |
|                               | F. Roberti                | Partito Repubblicano Italiano           | 1 783   | 1,62  |  |  |  |  |  |
| Totale                        | Totale                    | Totale                                  | 110 325 | 100   |  |  |  |  |  |
|                               |                           |                                         |         |       |  |  |  |  |  |
| Voti non validi               | Voti non validi           | Voti non validi                         | 3 740   | 3,28  |  |  |  |  |  |
| Votanti                       | Votanti                   | Votanti                                 | 114 065 | 93,21 |  |  |  |  |  |
| Elettori                      | Elettori                  | Elettori                                | 122 371 |       |  |  |  |  |  |
|                               |                           |                                         |         |       |  |  |  |  |  |
| Data: 7 maggio 1972           |                           |                                         |         |       |  |  |  |  |  |
| Fonte: Ministero dell'interno |                           |                                         |         |       |  |  |  |  |  |

#### VII legislatura
|                               | Onorio Cengarle ✔️ Eletto | Democrazia Cristiana                    | 79 134  | 67,86 |  |  |  |  |  |
|                               | Mario Rigoni              | Partito Comunista Italiano              | 14 351  | 12,31 |  |  |  |  |  |
|                               | Luigi Bertoldi            | Partito Socialista Italiano             | 9 468   | 8,12  |  |  |  |  |  |
|                               | Mario Campagnolo          | Partito Socialista Democratico Italiano | 4 935   | 4,23  |  |  |  |  |  |
|                               | Paolo Zisa                | Partito Repubblicano Italiano           | 3 573   | 3,06  |  |  |  |  |  |
|                               | almerico Da Schio         | Movimento Sociale Italiano              | 2 884   | 2,47  |  |  |  |  |  |
|                               | Primo Lucadello           | Partito Liberale Italiano               | 1 659   | 1,42  |  |  |  |  |  |
|                               | Ferdinando Landi          | Partito Radicale                        | 610     | 0,52  |  |  |  |  |  |
| Totale                        | Totale                    | Totale                                  | 116 614 | 100   |  |  |  |  |  |
|                               |                           |                                         |         |       |  |  |  |  |  |
| Voti non validi               | Voti non validi           | Voti non validi                         | 3 702   | 3,08  |  |  |  |  |  |
| Votanti                       | Votanti                   | Votanti                                 | 120 316 | 94,42 |  |  |  |  |  |
| Elettori                      | Elettori                  | Elettori                                | 127 427 |       |  |  |  |  |  |
|                               |                           |                                         |         |       |  |  |  |  |  |
| Data: 20 giugno 1976          |                           |                                         |         |       |  |  |  |  |  |
| Fonte: Ministero dell'interno |                           |                                         |         |       |  |  |  |  |  |

#### VIII legislatura
|                               | Antonio Bisaglia ✔️ Eletto | Democrazia Cristiana                         | 77 435  | 65,57 |  |  |  |  |  |
|                               | R. Serri                   | Partito Comunista Italiano                   | 14 388  | 12,18 |  |  |  |  |  |
|                               | A. Faccio                  | Partito Socialista Italiano                  | 8 989   | 7,61  |  |  |  |  |  |
|                               | M. Bernardi                | Partito Socialista Democratico Italiano      | 5 712   | 4,84  |  |  |  |  |  |
|                               | F. Roberti                 | Partito Repubblicano Italiano                | 4 068   | 3,44  |  |  |  |  |  |
|                               | G. B. Burin                | Movimento Sociale Italiano                   | 2 735   | 2,32  |  |  |  |  |  |
|                               | F. Colpi                   | Partito Liberale Italiano                    | 2 335   | 1,98  |  |  |  |  |  |
|                               | G. Fanchin                 | Partito Radicale                             | 1 958   | 1,66  |  |  |  |  |  |
|                               | A. Lombardo                | Costituente di Destra - Democrazia Nazionale | 482     | 0,41  |  |  |  |  |  |
| Totale                        | Totale                     | Totale                                       | 118 102 | 100   |  |  |  |  |  |
|                               |                            |                                              |         |       |  |  |  |  |  |
| Voti non validi               | Voti non validi            | Voti non validi                              | 6 241   | 5,02  |  |  |  |  |  |
| Votanti                       | Votanti                    | Votanti                                      | 124 343 | 89,68 |  |  |  |  |  |
| Elettori                      | Elettori                   | Elettori                                     | 138 653 |       |  |  |  |  |  |
|                               |                            |                                              |         |       |  |  |  |  |  |
| Data: 3 giugno 1979           |                            |                                              |         |       |  |  |  |  |  |
| Fonte: Ministero dell'interno |                            |                                              |         |       |  |  |  |  |  |

#### IX legislatura
|                                                                                | Antonio Bisaglia ✔️ Eletto | Democrazia Cristiana                    | 67 241  | 56,52 |  |  |  |  |  |
|                                                                                | Rino Serri                 | Partito Comunista Italiano              | 13 326  | 11,20 |  |  |  |  |  |
|                                                                                | Luciano Guidolin           | Partito Socialista Italiano             | 9 268   | 7,79  |  |  |  |  |  |
|                                                                                | Paolo Zisa                 | Partito Repubblicano Italiano           | 6 628   | 5,57  |  |  |  |  |  |
|                                                                                | Flavio Contin              | Liga Veneta                             | 5 309   | 4,46  |  |  |  |  |  |
|                                                                                | Andrea Marin               | Partito Socialista Democratico Italiano | 4 635   | 3,90  |  |  |  |  |  |
|                                                                                | Giuseppe Burin             | Movimento Sociale Italiano              | 3 713   | 3,12  |  |  |  |  |  |
|                                                                                | Francesco Colpi            | Partito Liberale Italiano               | 3 395   | 2,85  |  |  |  |  |  |
|                                                                                | Ferdinando Landi           | Partito Radicale                        | 2 001   | 1,68  |  |  |  |  |  |
|                                                                                | Giuseppe Conti             | Partito Nazionale Pensionati            | 1 856   | 1,56  |  |  |  |  |  |
|                                                                                | Giuseppe Vallarin          | Democrazia Proletaria                   | 1 460   | 1,23  |  |  |  |  |  |
|                                                                                | Giulio Emilio Pizzati      | Lista per Trieste                       | 144     | 0,12  |  |  |  |  |  |
| Totale                                                                         | Totale                     | Totale                                  | 118 976 | 100   |  |  |  |  |  |
|                                                                                |                            |                                         |         |       |  |  |  |  |  |
| Voti non validi                                                                | Voti non validi            | Voti non validi                         | 8 651   | 6,78  |  |  |  |  |  |
| Votanti                                                                        | Votanti                    | Votanti                                 | 127 627 | 88,82 |  |  |  |  |  |
| Elettori                                                                       | Elettori                   | Elettori                                | 143 697 |       |  |  |  |  |  |
|                                                                                |                            |                                         |         |       |  |  |  |  |  |
| Nota: quorum del 65% non raggiunto; ripartizione dei seggi a livello regionale |                            |                                         |         |       |  |  |  |  |  |
| Data: 26 giugno 1983                                                           |                            |                                         |         |       |  |  |  |  |  |
| Fonte: Ministero dell'interno                                                  |                            |                                         |         |       |  |  |  |  |  |

#### X legislatura
|                                                                                | Pietro Fabris ✔️ Eletto | Democrazia Cristiana                    | 75 768  | 58,67 |  |  |  |  |  |
|                                                                                | F. Pianezzola           | Partito Socialista Italiano             | 14 748  | 11,42 |  |  |  |  |  |
|                                                                                | G. Rossi                | Partito Comunista Italiano              | 13 275  | 10,28 |  |  |  |  |  |
|                                                                                | G. Cestonaro            | Liga Veneta                             | 4 522   | 3,50  |  |  |  |  |  |
|                                                                                | P. Turchetti            | Movimento Sociale Italiano              | 3 772   | 2,92  |  |  |  |  |  |
|                                                                                | G. Marzotto             | Partito Repubblicano Italiano           | 3 570   | 2,76  |  |  |  |  |  |
|                                                                                | G. Trentin              | Partito Socialista Democratico Italiano | 3 473   | 2,69  |  |  |  |  |  |
|                                                                                | V. Rizzoli              | Lista Verde                             | 3 256   | 2,52  |  |  |  |  |  |
|                                                                                | M. Cellurare            | Partito Radicale                        | 2 572   | 1,99  |  |  |  |  |  |
|                                                                                | S. Caneva               | Democrazia Proletaria                   | 2 093   | 1,62  |  |  |  |  |  |
|                                                                                | R. Cevese               | Partito Liberale Italiano               | 1 868   | 1,45  |  |  |  |  |  |
|                                                                                | F. Gridelli             | Alleanza Popolare Pensionati            | 233     | 0,18  |  |  |  |  |  |
| Totale                                                                         | Totale                  | Totale                                  | 129 150 | 100   |  |  |  |  |  |
|                                                                                |                         |                                         |         |       |  |  |  |  |  |
| Voti non validi                                                                | Voti non validi         | Voti non validi                         | 6 542   | 4,82  |  |  |  |  |  |
| Votanti                                                                        | Votanti                 | Votanti                                 | 135 692 | 89,61 |  |  |  |  |  |
| Elettori                                                                       | Elettori                | Elettori                                | 151 426 |       |  |  |  |  |  |
|                                                                                |                         |                                         |         |       |  |  |  |  |  |
| Nota: quorum del 65% non raggiunto; ripartizione dei seggi a livello regionale |                         |                                         |         |       |  |  |  |  |  |
| Data: 14 giugno 1987                                                           |                         |                                         |         |       |  |  |  |  |  |
| Fonte: Ministero dell'interno                                                  |                         |                                         |         |       |  |  |  |  |  |

#### XI legislatura
|                                                                                | Pietro Fabris ✔️ Eletto | Democrazia Cristiana                    | 54 672  | 39,40 |  |  |  |  |  |
|                                                                                | Antonio Leder           | Lega Lombarda                           | 24 967  | 17,99 |  |  |  |  |  |
|                                                                                | Gianluigi Compostella   | Partito Socialista Italiano             | 10 364  | 7,47  |  |  |  |  |  |
|                                                                                | Giuseppe Sarto          | Partito Democratico della Sinistra      | 7 569   | 5,46  |  |  |  |  |  |
|                                                                                | Pietro Giovannoni       | Lega Autonomia Veneta                   | 7 545   | 5,44  |  |  |  |  |  |
|                                                                                | Giorgio Bernardi        | Union Veneto                            | 5 253   | 3,79  |  |  |  |  |  |
|                                                                                | Giamberto Petoello      | Partito Repubblicano Italiano           | 4 981   | 3,59  |  |  |  |  |  |
|                                                                                | Francesco Trentinaglia  | Federazione dei Verdi                   | 4 498   | 3,24  |  |  |  |  |  |
|                                                                                | Maria Luigia Zanon      | Movimento Veneto Regione Autonoma       | 3 970   | 2,86  |  |  |  |  |  |
|                                                                                | Manlio Sorio            | Movimento Sociale Italiano              | 3 541   | 2,55  |  |  |  |  |  |
|                                                                                | Neda Petroni            | Partito della Rifondazione Comunista    | 2 773   | 2,00  |  |  |  |  |  |
|                                                                                | Francesco Colpi         | Partito Liberale Italiano               | 2 260   | 1,63  |  |  |  |  |  |
|                                                                                | Giovanni Trentin        | Partito Socialista Democratico Italiano | 1 841   | 1,33  |  |  |  |  |  |
|                                                                                | Luigi Costa             | Sì Referendum                           | 1 664   | 1,20  |  |  |  |  |  |
|                                                                                | Edoardo Sartori         | Caccia Pesca Ambiente                   | 1 642   | 1,18  |  |  |  |  |  |
|                                                                                | Pasquale Leporati       | Partito Pensionati                      | 1 045   | 0,75  |  |  |  |  |  |
|                                                                                | Sebastiano Baggio       | Federalismo - Pensionati Uomini Vivi    | 163     | 0,12  |  |  |  |  |  |
| Totale                                                                         | Totale                  | Totale                                  | 138 748 | 100   |  |  |  |  |  |
|                                                                                |                         |                                         |         |       |  |  |  |  |  |
| Voti non validi                                                                | Voti non validi         | Voti non validi                         | 6 138   | 4,24  |  |  |  |  |  |
| Votanti                                                                        | Votanti                 | Votanti                                 | 144 886 | 89,43 |  |  |  |  |  |
| Elettori                                                                       | Elettori                | Elettori                                | 162 013 |       |  |  |  |  |  |
|                                                                                |                         |                                         |         |       |  |  |  |  |  |
| Nota: quorum del 65% non raggiunto; ripartizione dei seggi a livello regionale |                         |                                         |         |       |  |  |  |  |  |
| Data: 5 aprile 1992                                                            |                         |                                         |         |       |  |  |  |  |  |
| Fonte: Ministero dell'interno                                                  |                         |                                         |         |       |  |  |  |  |  |

## 1993-2005

### Territorio
Il collegio di Bassano del Grappa era uno dei 17 collegi uninominali in cui era suddiviso il Veneto; come previsto dal D.Lgs. del 20 dicembre 1993 n. 535, e comprendeva i seguenti comuni: Asiago, Bassano del Grappa, Breganze, Bressanvido, Caltrano, Calvene, Campolongo sul Brenta, Carrè, Cartigliano, Cassola, Chiuppano, Cismon del Grappa, Conco, Dueville, Enego, Fara Vicentino, Foza, Gallio, Lugo di Vicenza, Lusiana Conco, Marano Vicentino, Marostica, Mason Vicentino, Molvena, Montecchio Precalcino, Mussolente, Nove, Pianezze, Pove del Grappa, Pozzoleone, Roana, Romano d'Ezzelino, Rosà, Rossano Veneto, Rotzo, Sarcedo, Schiavon, Solagna, Tezze sul Brenta, Thiene, Valstagna, Villaverla, Zanè e Zugliano.

### Eletti
| Elezione | Elezione | Senatore                  | Partito                 |
| -------- | -------- | ------------------------- | ----------------------- |
|          | 1994     | Renato Ellero             | Polo delle Libertà (LN) |
|          | 1996     | Luciano Lago              | Lega Nord               |
|          | 2001     | Antonio Domenico Pasinato | Casa delle Libertà (FI) |

### Dati elettorali

#### XII legislatura
|                               | Renato Ellero ✔️ Eletto | Polo delle Libertà                | 71 264  | 44,01 |  |  |  |  |  |
|                               | Pietro Fabris           | Patto per l'Italia                | 37 041  | 22,87 |  |  |  |  |  |
|                               | Giancarlo Bortoli       | Progressisti                      | 24 007  | 14,82 |  |  |  |  |  |
|                               | Flavio Gnata            | Lega Autonomia Veneta             | 12 818  | 7,92  |  |  |  |  |  |
|                               | Manlio Sorio            | Alleanza Nazionale                | 9 929   | 6,13  |  |  |  |  |  |
|                               | Maria Luigia Zanon      | Movimento Veneto Regione Autonoma | 5 607   | 3,46  |  |  |  |  |  |
|                               | Francesco Melchior      | Partito della Legge Naturale      | 1 277   | 0,79  |  |  |  |  |  |
| Totale                        | Totale                  | Totale                            | 161 943 | 100   |  |  |  |  |  |
|                               |                         |                                   |         |       |  |  |  |  |  |
| Voti non validi               | Voti non validi         | Voti non validi                   | 9 336   | 5,45  |  |  |  |  |  |
| Votanti                       | Votanti                 | Votanti                           | 171 279 | 90,57 |  |  |  |  |  |
| Elettori                      | Elettori                | Elettori                          | 189 111 |       |  |  |  |  |  |
|                               |                         |                                   |         |       |  |  |  |  |  |
| Data: 27-28 marzo 1994        |                         |                                   |         |       |  |  |  |  |  |
| Fonte: Ministero dell'interno |                         |                                   |         |       |  |  |  |  |  |

#### XIII legislatura
|                               | Luciano Lago ✔️ Eletto | Lega Nord                          | 66 391  | 40,42 |  |  |  |  |  |
|                               | Giancarlo Bortoli      | L'Ulivo                            | 47 204  | 28,74 |  |  |  |  |  |
|                               | Luigi Agnolin          | Polo per le Libertà                | 42 886  | 26,11 |  |  |  |  |  |
|                               | Gian Pietro Piotto     | Unione Nord Est                    | 4 818   | 2,93  |  |  |  |  |  |
|                               | Filippo Statile        | Mani Pulite                        | 1 542   | 0,94  |  |  |  |  |  |
|                               | Giovanni Farina        | Movimento Sociale Fiamma Tricolore | 1 395   | 0,85  |  |  |  |  |  |
| Totale                        | Totale                 | Totale                             | 164 236 | 100   |  |  |  |  |  |
|                               |                        |                                    |         |       |  |  |  |  |  |
| Voti non validi               | Voti non validi        | Voti non validi                    | 7 298   | 4,25  |  |  |  |  |  |
| Votanti                       | Votanti                | Votanti                            | 171 534 | 87,81 |  |  |  |  |  |
| Elettori                      | Elettori               | Elettori                           | 195 340 |       |  |  |  |  |  |
|                               |                        |                                    |         |       |  |  |  |  |  |
| Data: 21 aprile 1996          |                        |                                    |         |       |  |  |  |  |  |
| Fonte: Ministero dell'interno |                        |                                    |         |       |  |  |  |  |  |

#### XIV legislatura
|                               | Antonio Domenico Pasinato ✔️ Eletto | Casa delle Libertà                   | 80 392  | 47,92 |  |  |  |  |  |
|                               | Mauro Beraldin                      | L'Ulivo                              | 47 800  | 28,49 |  |  |  |  |  |
|                               | Gian Pietro Piotto                  | Liga Fronte Veneto                   | 10 949  | 6,53  |  |  |  |  |  |
|                               | Bruno Trevisan                      | Lista Di Pietro                      | 9 003   | 5,37  |  |  |  |  |  |
|                               | Luciano Lago                        | Democrazia Europea                   | 6 633   | 3,95  |  |  |  |  |  |
|                               | Natale Dal Moro                     | Va' Pensiero Padania                 | 3 985   | 2,38  |  |  |  |  |  |
|                               | Redento Geremia                     | Partito della Rifondazione Comunista | 3 525   | 2,10  |  |  |  |  |  |
|                               | Daniele Fanchin                     | Lista Pannella-Bonino                | 3 200   | 1,91  |  |  |  |  |  |
|                               | Pierantonio Androni                 | Movimento Sociale Fiamma Tricolore   | 2 266   | 1,35  |  |  |  |  |  |
| Totale                        | Totale                              | Totale                               | 167 753 | 100   |  |  |  |  |  |
|                               |                                     |                                      |         |       |  |  |  |  |  |
| Voti non validi               | Voti non validi                     | Voti non validi                      | 8 641   | 4,90  |  |  |  |  |  |
| Votanti                       | Votanti                             | Votanti                              | 176 394 | 84,97 |  |  |  |  |  |
| Elettori                      | Elettori                            | Elettori                             | 207 607 |       |  |  |  |  |  |
|                               |                                     |                                      |         |       |  |  |  |  |  |
| Data: 13 maggio 2001          |                                     |                                      |         |       |  |  |  |  |  |
| Fonte: Ministero dell'interno |                                     |                                      |         |       |  |  |  |  |  |